# Leopold Voß
David Leopold Voß, auch Voss (* 17. Dezember 1793 in Leipzig; † 26. November 1868), war ein deutscher Buchhändler und Verleger in Leipzig (Verlag Leopold Voß).

## Leben
Er war der Sohn des Leipziger Buchhändlers Georg Voß (1765–1842) und ging in Leipzig und Dessau zur Schule. Georg Voß, der in Braunschweig vom Tuchhändler zum Buchhandel wechselte und 1791 eine Buchhandlung mit Verlag in Leipzig gründete, war während der Napoleonischen Kriege nach Dessau gezogen, da ihm in Leipzig die Kriegsbelastung zu groß war. Leopold Voß begann 1809 eine Buchhändlerlehre bei Friedrich Vieweg in Braunschweig, die er 1812 bei Joachim Heinrich Campe, dem Schwiegervater von Vieweg, in Hamburg abschloss. Danach kehrte er nach Leipzig zurück, wurde aber wegen der schwierigen Kriegszeiten statt zunächst in die Buchhandlung des Vaters einzutreten Angestellter eines Kaufmanns (Lattermann u. Sohn). Danach war er als freiwilliger Offizier in der sächsischen Armee in den Befreiungskriegen gegen Napoleon am Rhein und trat nach der Rückkehr in die Buchhandlung seines Vaters ein, die er 1818 übernahm, als sein Vater selbst eine Stelle im Wechselgeschäft annahm. Er knüpfte Verbindungen zu bedeutenden Autoren und Intellektuellen. Zu den Verlagsprodukten gehörte die 1801 gegründete Zeitung für die elegante Welt und sein Vater verlegte auch die Napoleonischen Gesetzbücher. Ein Schwerpunkt des Verlages unter Leopold Voß waren wissenschaftliche Bücher in Medizin und Naturwissenschaft. 1832 wurde er Kommissionär der Sankt Petersburger Akademie der Wissenschaften mit zahlreichen Kontakten nach Russland. Als Sortimentsbuchhändler vertrieb er auch ausländische Literatur (was später Leopold Michelsen übernahm). 1865 zog er sich zurück.
Bei Leopold Voß erschienen unter anderem Karl Friedrich Burdach, Rudolf Wagner, Christian Gottfried Ehrenberg, Samuel Thomas Soemmering, Matthias Alexander Castrén (in seiner Zweigstelle in Sankt Petersburg), Johann Ludwig Choulant, die Allgemeine Encyclopädie der Physik herausgegeben von Gustav Karsten (darin erschien unter anderem das Handbuch der Physiologischen Optik von Hermann von Helmholtz), Gesamtausgaben von Immanuel Kant und Johann Friedrich Herbart, Gustav Theodor Fechner (als Dr. Mises), eine Allgemeine Maschinenencyclopädie unter dem Herausgeber Julius Ambrosius Hülße und das Chemische Zentralblatt.
Sein zweitgeborener Sohn Julius Leopold Voß (1833–1895) übernahm den Verlag, in den er 1859 eingetreten war und in dem er 1862 Teilhaber wurde. Da er kränkelte, verkaufte er 1879 den Buchhandel an Gustav Haessel und 1882 den Verlag an Ernst Maaß, der ihn nach Hamburg verlegte.
Er erhielt den Annenorden 3. Klasse von Russland und den sächsischen Verdienstorden.